# Dmia
Dmia est une divinité très mal connue de la mythologie romaine. Elle était considérée comme la fille de la déesse de l'agriculture Cérès et du titan Océan. 
Dmia figurait dans le Lexique d'Hésychios d'Alexandrie. Elle n'est mentionnée dans aucune autre source, donc d'autres informations (à part son nom) sont inconnues.

## Sources
- Lexique d'Hésychios d'Alexandrie